# Ignacio Javier López
Ignacio Javier López (Galdakao, Vizcaya 1956) es un catedrático universitario, hispanista, autor y crítico literario hispano-estadounidense especializado en estudios de los siglos XIX y XX, con especial énfasis en el Realismo y Naturalismo decimonónicos, y en la vanguardia española. Dirigió el Departamento de Español y Portugués de la Universidad de Pensilvania hasta el año 2024; y ha ocupado la cátedra Edwin B. and Lenore R. Williams de Lenguas Románicas en dicha universidad. Estudió la licenciatura en la Universidad Autónoma de Madrid, donde fue alumno de Juan Manuel Rozas y de Fernando Lázaro Carreter. Amplió con posterioridad estudios en Estados Unidos, primero en el Davidson College de Carolina del Norte, realizando estudios de doctorado en la University of Wisconsin-Madison, donde estudió con la hispanista lituana Biruté Ciplijauskaité. Se doctoró por esta universidad en 1984.
Como docente, ha sido miembro del claustro de profesores en la University of Virginia de 1984 a 1990; seguidamente enseñó en la University of Pennsylvania (UPENN), siendo ascendido a catedrático en esta universidad en 1994. Ha enseñado como profesor visitante en varias universidades de los EE. UU., entre ellas Princeton University, Johns Hopkins University, Villanova University y Bryn Mawr College; y ha enseñado también en la Seoul National University de Corea del Sur. Ha dirigido programas de estudios internacionales para alumnos norteamericanos en las Escuelas de verano de las Universidades de Salamanca, Valencia, Alicante y en el Instituto Internacional de Madrid; y ha asesorado programas de intercambio cultural con universidades de España, México y Chile. 
Como ensayista, ha investigado la decadencia del Romanticismo y el desarrollo del Realismo decimonónico, así como la vanguardia española de comienzos del siglo XX. Es autor de importantes estudios y monografías sobre la novela realista del siglo XIX, con particular atención a la obra de Pedro Antonio de Alarcón, José María de Pereda, Benito Pérez Galdós y Emilia Pardo Bazán; ha escrito también sobre el Don Juan romántico y postromántico, y sobre la novela ideológica —también conocida como novela de tesis— en la tradición liberal española. Al reseñar su edición de Doña Perfecta, de Galdós, el profesor Toni Dorca, director de la revista Anales Galdosianos, lo describe como 'el mejor especialista de la novela de tesis española del XIX que existe en la actualidad' (Dorca, "Reviews: Doña Perfecta", Bulletin of Spanish Studies XCVI (2019) pág. 16). El año 2014 publicó una edición moderna de La novela de Luis, una olvidada novela krausista que él ha recuperado para los estudios del siglo XIX. 
En sus estudios de la novela ideológica, o de tesis, reacciona contra la opinión común que considera este género como una preparación para la novela naturalista posterior. López entiende la novela ideológica como la respuesta de los autores españoles al fracaso de la revolución liberal de 1868. Según esto, la novela ideológica es un género diferente de la novela naturalista que viene más tarde; y se caracteriza por ser un tipo de novela culta, de interés filósofico, interesada en el debate de ideas, que se propone captar la esencia abstracta de la nación española en una serie de figuraciones literarias. Este tipo de novela tiene una duración limitada, de 1875 a 1880, y un corpus también reducido. Entre las obras de este género hay que tener presente: El escándalo y El Niño de la Bola, de Pedro Antonio de Alarcón; Doña Perfecta, Gloria y La familia de León Roch de Benito Pérez Galdós; y Don Gonzalo González de la Gonzalera y De tal palo, tal astilla, de José María de Pereda; además de la novela krausista, previamente citada, La novela de Luis.
Hasta la fecha, es el único español que ha dirigido la Hispanic Review[cita requerida], la revista decana del hispanismo en las Américas, de la que fue director general de 1997 al 2006, y nuevamente, desde 2019 a 2022. Dirigió durante quince años el Department of Romance Languages de la University of Pennsylvania; y más tarde, en la misma universidad, fue el primer director del recién creado Department of Spanish and Portuguese. Ha sido también miembro delegado del Faculty Senate, y sirvió en el Comité de Estudios Internacionales, ayudando a crear programas de colaboración entre su universidad y la Universidad de Sevilla, el ICADE de Madrid, y la Pontificia Universidad Católica de Chile.
Sus estudios críticos han aparecido en algunas de las revistas más prestigiosas del Hispanismo nacional e internacional. Entre ellas, Boletín de la Real Academia Española y Siglo XIX en España; Romanische Forschungen en Alemania; Bulletin of Hispanic Studies, Bulletin of Spanish Studies y Bulletin of Spanish Visual Studies en el Reino Unido; Revista Canadiense de Estudios Hispánicos en Canadá; Nueva Revista de Filología Hispánica en México; y Diacritics, MLN, Revista Hispánica Moderna, Letras Peninsulares y Hispanic Review en los Estados Unidos. 
En sus estudios sobre el siglo XX, López se especializó en la poesía de Emilio Prados y de Guillermo Carnero. Su investigación más reciente está dedicada al estudio del cine de Luis Buñuel, habiendo escrito trabajos críticos sobre Un perro andaluz, Comiendo erizos, La muerte en el jardín, Nazarín, Voie Lactée(película) La Voie Lactée, Tristana, y Viridiana.

## Publicaciones
- Caballero de novela: ensayo sobre el donjuanismo en la novela española moderna, 1880-1930 (1986).[1]
- Realismo y ficción: "La desheredada de Galdós" y la novela de su tiempo (1989).[2]
- (ed.) Emilia Pardo Bazán, La madre naturaleza (1992), (1999).[3]
- Galdós y el arte de la prosa (1993).[4]
- (ed.) Emilio Prados, Jardín cerrado: (Nostalgias, sueños, presencias) 1940 – 1946 (1995).[5]
- (ed.) Guillermo Carnero, Dibujo de la muerte: obra poética (1998).[6] (2010).[7]
- et al., Ideas en sus paisajes: homenaje al profesor Russell P. Sebold (1999).[8]
- Pedro Antonio de Alarcón: prensa, política, novela de tesis (2008).[9]
- (ed.) Benito Pérez Galdós, Gloria (2011).[10]
- Revolución, Restauración y novela ideológica: «La novela de Luis» de S. de Villarminio (2012).[11]
- (ed.) Pedro Antonio de Alarcón, El escándalo (2013).[12]
- (ed.) Pedro Antonio de Alarcón, El Niño de la Bola (2014).[13]
- La novela ideológica (1875-1880): La literatura de ideas en la España de la Restauración (2014).[14]
- (ed.) Benito Pérez Galdós, Doña Perfecta (2017).[15]
- (ed.) Benito Pérez Galdós, Las novelas de Torquemada Cátedra. Madrid, (2019).[16]